# Present Perfect
A Present Perfect az angol nyelv egyik, a hétköznapi beszédben gyakran használt igeidője. Jelentése: present=jelen, perfect=tökéletes, befejezett. A "befejezett jelen" elnevezést korábban a latin nyelv egyik igeidejének megjelölésére is használták már (Praesens perfectum), ez azonban sok tekintetben eltér az angol Present Perfecttől.
A Past Perfect ("befejezett múlt") és a Future Perfect ("befejezett jövő") igeidőkkel együtt az ún. befejezett igeszemlélet egyik kifejezőeszköze. Magyarban általában múlt idővel fejezzük ki a Present Perfect jelentéstartalmát, de bizonyos esetekben a jelen idővel adható vissza. Magyar anyanyelvű angolul tanulóknak talán ennek az igeidőnek a megfelelő használata okozza a legnagyobb problémát az összes angol igeidő közül, többek között azért, mert a magyar nyelv nem tesz éles különbséget valamely cselekvés, történés múltidejűsége és befejezettsége között.

## Képzése
Összetett (analitikus) igeidő, két tagból áll: a to have (birtokolni), mint segédige egyszerű jelen idejéből (Present Simple) és a főige befejezett melléknévi igenevéből (Past Participle). A segédige az alanynak megfelelően változik, a melléknévi igenév mindig változatlan. A Present Perfect jelentése tehát szó szerinti értelmezésben:
- I have written (a letter) = én "bírok" megírva (egy levelet), én megírtam.

### Állító alak (affirmative form)
- I have learned (tanultam; tanulok ... ideje, ... óta)
- you have learned (tanultál; tanulsz)
- he/she/it has learned (tanult; tanul)
- we have learned (tanultunk; tanulunk)
- you have learned (tanultatok; tanultok)
- they have learned (tanultak; tanulnak)

### Kérdő alak (interrogative form)
- have I learned?
- have you learned?
- has he/she/it learned?
- have we learned?
- have you learned?
- have they learned?

### Tagadó alak (negative form)
- I have not learned
- you have not learned
- he/she/it has not learned
- we have not learned
- you have not learned
- they have not learned

### Tagadó-kérdő alak (negative-interrogative form)
- have I not learned?
- have you not learned?
- has he/she/it not learned?
- have we not learned?
- have you not learned?
- have they not learned?

### Összevont alakok (short forms)
Állító alak:
- I've learned
- you've learned
- he's/she's/it's learned
- we've learned
- you've learned
- they've learned

Tagadó alak:
- I haven't learned
- you haven't learned
- he/she/it hasn't learned
- we haven't learned
- you haven't learned
- they haven't learned

Tagadó-kérdő alak:
- haven't I learned?
- haven't you learned?
- hasn't he/she/it learned?
- haven't we learned?
- haven't you learned?
- haven't they learned?

### Rövid válasz (short answer)
Igenlő válasz esetén nem használhatjuk az összevont alakot, tagadó válasz esetén pedig kötelező az összevont alak használata:
- Yes, I have.
- Yes, you have.
- Yes, he/she/it has.
- Yes, we have.
- Yes, you have.
- Yes, they have.

- No, I haven't.
- No, you haven't.
- No, he/she/it hasn't.
- No, we haven't.
- No, you haven't.
- No, they haven't.

## Használata
1. Olyan cselekvést, történést fejezünk ki vele, mely ugyan a múltban történt, de annak eredménye a jelenben is egyértelműen megmutatkozik, de a Present Perfect használata során nem fejezzük ki, hogy mikor történt a cselekvés. Ha olyan cselekvést akarunk kifejezni, ahol azt is tudatni akarjuk, hogy mikor történt, akkor Past Simple-t alkalmazunk:
I have opened the window - kinyitottam az ablakot (az ablak most is nyitva van).
De: I opened the window - kinyitottam az ablakot (az ablak viszont már nincs nyitva).
2. Ezért is bizonyos határozószók mellett Present Perfectet kell használnunk. Bizonyos, jelenre utaló határozószók mellett Present Perfectet, más múltra utaló határozószók mellett Past Simple-t használunk:
He has just arrived - Éppen most érkezett.
Present Perfect igeidővel gyakran használjuk a következő időhatározókat: never, ever, just, yet, today,
3. Tagadó mondatokban akkor használunk Present Perfectet, ha a cselekvés nem történt meg, de még megtörténhet. Ha a cselekvés már nem történhet meg, Past Simple-t használunk. Ilyenkor is gyakoriak a mondatban a jelenre utaló határozószók. Pl.:
Today I haven't seen you - ma (még) nem láttalak.
I haven't seen you, yet - még nem láttalak (tehát még láthatlak).
De: I didn't see you yesterday - Tegnap nem láttalak.
4. Present Perfect Continuous helyett használjuk akkor, ha az igének nincs folyamatos alakja.

### Különbségek a Present Perfect használatában a brit és amerikai angolban
1. Az amerikai angolt beszélők közül sokan úgy értelmezik a Present Perfect igeidő általános használatára vonatkozó szabályt, hogy akkor kell használjuk azt, ha a cselekvés jelenben érzékelhető következményére akarunk rávilágítani. Ennek függvvényében a következő értelmezés is elterjedt:
I have opened the window - kinyitottam az ablakot (azt a tényt hangsúlyozzuk, hogy az ablak nyitva van).
I opened the window - kinyitottam az ablakot (azt a tényt hangsúlyozzuk, hogy a cselekvés megtörtént, az, hogy nyitva van-e az ablak, vagy nincs, lényegtelen).

## Története
Az újlatin nyelvek új, analitikus igealakokat fejlesztettek ki a befejezettség, előidejűség kifejezésére. A klasszikus latinban ez az igealak még nem volt megtalálható, de kialakulásának folyamata már a késői latin korszakában elkezdődött, amikor a habere (eredetileg: birtokolni) segédige tárgya mellett egy befejezett melléknévi igenév is állt. (Például: habeo litteram scriptam, ami olyasmit jelentett, hogy "van egy megírt levelem".) A kifejezés azt jelentette, hogy valamely, az alanyhoz tartozó dolgon az alany cselekvést hajtott végre. A későbbi fejlődés során a "habere + befejezett melléknévi igenév" egymáshoz viszonyított önállósága elveszett, a kifejezés a befejezett múlt értéket vette fel. Idővel új időtípus jött létre, a habere valamennyi idejű alakjának felhasználásával a hagyományos szintetikus ragozás mellé az újlatin nyelvek kiépítettek egy teljes, párhuzamos analitikus ragozást. A germán nyelvekbe a szerkezet feltételezhetően az újlatin nyelvekből került át.
Ezért a többi germán nyelvben is megtalálható a birtoklást jelentő segédigéből és a befejezett melléknévi igenévből álló múlt idők rendszere (akárcsak az újlatin nyelvekben):
Írtam:
- német: Ich habe geschrieben (das Perfekt)
- holland: Ik heb geschreven (Voltooid Tegenwoordige tijd)
- svéd: Jag har scrivit

- olasz: ho scritto. (Passato prossimo)

Képzését tekintve a Present Perfect nagyjából párhuzamba állítható a német Perfekt, a holland Voltooid Tegenwoordige tijd, a francia Passé composé, a spanyol Pretérito Perfecto, a portugál Pretérito perfeito composto, a román Perfect compus, az olasz Passato prossimo igeidőkkel, ezek az igeidők is egy befejezett melléknévi igenévből és egy jelen időben ragozott segédigéből állnak. Az említett igeidők használati köre azonban nagy mértékben is eltérhet a Present Perfectétől.